# Aleksandr Porsev
Aleksandr Nikolajevitsj Porsev (Russisch: Александр Николаевич Порсев; Novy, 21 februari 1986) is een Russisch wielrenner die anno 2018 rijdt voor Gazprom-RusVelo.
In 2008 werd Porsev negende in de koppeltijdrit Duo Normand, samen met Dmitri Kosjakov. Een jaar later eindigde hij hier als derde, samen met Jevgeni Petrov.
In 2014 werd Porsev Russisch kampioen op de weg. Hierna reed hij met de Ronde van Frankrijk zijn eerste grote ronde. In de dertiende etappe naar Chamrousse kwam de Rus nipt buiten tijd binnen, na in het begin van de etappe veel werk te hebben verricht voor kopman Joaquim Rodríguez. In 2015 en 2016 reed Porsev de Ronde van Italië.
In deze twee Ronde van Italië reed hij negen keer top 10.
In 2017 werd Porsev opnieuw Russisch kampioen op de weg.

## Overwinningen
2009
2e, 3e, 4e, 5e en 6e etappe Udmurt Republic Stage Race
2010
1e en 3e etappe Ronde van Loir-et-Cher
1e en 3e etappe Ronde van Slowakije
2013
1e etappe Ronde van Luxemburg
2014
 Russisch kampioen op de weg, Elite
2016
4e etappe Ronde van Slovenië
2017
 Russisch kampioen op de weg, Elite

## Resultaten in voornaamste wedstrijden
| Jaar | Ronde van Italië | Ronde van Frankrijk | Ronde van Spanje |
| ---- | ---------------- | ------------------- | ---------------- |
| 2009 |                  |                     |                  |
| 2010 |                  |                     |                  |
| 2011 |                  |                     |                  |
| 2012 |                  |                     |                  |
| 2013 |                  |                     |                  |
| 2014 |                  | buiten tijd         |                  |
| 2015 | 132e             |                     |                  |
| 2016 | 143e             |                     |                  |
| 2017 |                  |                     |                  |
| 2018 |                  |                     |                  |
| 2019 |                  |                     |                  |

| Jaar | Milaan-San Remo | Gent-Wevelgem | Ronde van Vlaanderen | Parijs-Roubaix | Eschborn-Frankfurt | Parijs-Tours |  | WK op de weg |  | Wereldranglijsten |
| ---- | --------------- | ------------- | -------------------- | -------------- | ------------------ | ------------ |  | ------------ |  | ----------------- |
| 2009 |                 |               |                      |                |                    |              |  | opgave       |  |                   |
| 2010 |                 |               |                      |                |                    |              |  | opgave       |  |                   |
| 2011 |                 | 103e          |                      |                |                    |              |  | 160e         |  | 227e (UWT)        |
| 2012 |                 | opgave        | opgave               | 62e            |                    |              |  |              |  | 242e (UWT)        |
| 2013 |                 |               |                      |                |                    | 113e         |  |              |  | 205e (UWT)        |
| 2014 |                 | 107e          |                      |                | 9e                 |              |  |              |  |                   |
| 2015 |                 | opgave        | 77e                  | 70e            |                    |              |  |              |  | 169e (UWT)        |
| 2016 |                 | 28e           |                      | opgave         |                    | 19e          |  | 26e          |  | 195e (UWT)        |
| 2017 | 147e            |               |                      |                |                    |              |  | opgave       |  |                   |
| 2018 |                 |               |                      |                |                    |              |  |              |  |                   |
| 2019 |                 |               |                      |                |                    | 43e          |  |              |  |                   |

## Ploegen
- 2008 –  Katjoesja
- 2009 –  Katjoesja Continental Team
- 2010 –  Itera-Katjoesja
- 2010 –  Team Katjoesja (stagiair vanaf 1-8)
- 2011 –  Katjoesja Team
- 2012 –  Katjoesja Team
- 2013 –  Katjoesja
- 2014 –  Team Katjoesja
- 2015 –  Team Katjoesja
- 2016 –  Team Katjoesja
- 2017 –  Gazprom-RusVelo
- 2018 –  Gazprom-RusVelo

Bandiera · 
Bodrogi · 
Botsjarov ·
Broett · 
Caruso ·
Chalilov ·
Galimzjanov ·
Goesev ·
Horrach · 
Ignatjev · 
Ivanov ·
Jeskov ·
Karpets ·
Kirchen (tot 31/07) · 
Klimov · 
Kolobnev ·
Kritski ·
Mazzanti · 
McEwen ·   
Napolitano ·
Ovetsjkin · 
Petrov · 
Pliușchin · 
Pozzato · 
Rodríguez · 
Silin · 
Troesov · 
Vandenbergh · 
Vantomme ·
Vorganov ·
Antonov (stagiair) ·
Mironov (stagiair) ·
Porsev (stagiair)
Arguelyes · 
Broett · 
Caruso ·
Di Luca ·
Galimzjanov ·
Goesev ·
Horrach · 
Hoste · 
Ignatenko · 
Ignatjev · 
Isajtsjev ·
Ivanov ·
Karpets ·
Koetsjynski ·
Kolobnev ·
Kritski ·
Losada · 
Mironov ·
Moreno ·   
Ovetsjkin · 
Paolini ·
Pliușchin · 
Porsev · 
Pozzato · 
Rodríguez · 
Silin · 
Troesov · 
Trofimov ·
Vandenbergh · 
Vantomme ·
Vorganov
Belkov · 
Broett · 
Caruso ·
Florencio ·
Freire ·
Galimzjanov (tot 15/04) ·
Goesev ·
Haller ·
Horrach · 
Ignatenko · 
Ignatjev · 
Isajtsjev ·
Koetsjynski ·
Kolobnev ·
Kristoff ·
Kritski ·
Losada · 
Mensjov ·
Moreno ·   
Paolini · 
Porsev ·  
Rodríguez · 
Selig ·
Smukulis · 
Špilak · 
Tsatevitsj · 
Trofimov ·
Vantomme ·
Vicioso · 
Vorganov ·
Koeznetsov (stagiair) ·
Vorobjov (stagiair) ·
Zakarin (stagiair)
Belkov · 
Broett · 
Caruso ·
Florencio ·
Goesev ·
Haller · 
Ignatenko · 
Ignatjev · 
Isajtsjev ·
Koetsjynski ·
Koeznetsov ·
Kolobnev ·
Kozontsjoek ·
Kristoff ·
Kritski ·
Losada · 
Mensjov (tot 19/05) ·
Moreno ·   
Paolini · 
Porsev ·  
Rodríguez · 
Selig ·
Smukulis · 
Špilak · 
Tsatevitsj · 
Tsjernetski ·
Trofimov ·
Vicioso · 
Vorganov ·
Vorobjov ·
Antonov (stagiair) ·
Razoemov (stagiair) ·
Nikolajev (stagiair) 
Belkov · Broett · Caruso · Goesev · Haller · Ignatenko · Ignatjev · Isajtsjev · Koetsjynski · Koeznetsov · Kolobnev · Kotsjetkov · Kozontsjoek · Kristoff · Losada · Moreno · Paolini · Porsev · Rodríguez · Rybakov · Selig · Silin · Smukulis ·  Špilak · Trofimov · Tsatevitsj · Tsjernetski · Vicioso · Vorganov · Vorobjov · Bystrøm (stagiair)
Belkov · Bystrøm · Caruso · Guarnieri · Haller · Isajtsjev · Koeznetsov · Kolobnev · Kotsjetkov · Kozontsjoek · Kristoff · Lagoetin · Losada · Machado · Moreno · Paolini · Porsev · Rodríguez · Selig · Silin · Smukulis ·  Špilak · Trofimov · Tsatevitsj · Tsjernetski · Vicioso · Vorganov · Vorobjov · Zakarin · Politt (stagiair) · Restrepo (stagiair)
Belkov · Bystrøm · Guarnieri · Haller · Isajtsjev · Koeznetsov · Kotsjetkov · Kozontsjoek · Kristoff · Lagoetin · Losada · Machado · Mamykin · Mørkøv · Politt · Porsev · Restrepo · Rodríguez · Silin · Špilak · Taaramäe · Tsatevitsj · Tsjernetski · Van den Broeck · Vicioso · Vorganov · Vorobjov · Zakarin · Maes (stagiair)
Arslanov · Bojev · Broett · Firsanov · Foliforov · Jersjov · Kozontsjoek · Lagoetin · Majkin · Nikolajev · Nytsj · Ovetsjkin · Porsev · Rovny · Rybalkin · Savitski · Sjaloenov · Solomennikov · Svesjnikov · Troesov · Vorobjov · Zakarin · Kobernjak (stagiair) · Koerjanov (stagiair) · Tsjerkasov (stagiair)
Arslanov · Bojev · Firsanov · Foliforov · Kobernjak · Koerjanov · Kozontsjoek · Lagoetin · Majkin · Nytsj · Porsev · Rovny · Rybalkin · Sjaloenov · Sjilov · Troesov · Tsjerkasov · Vlasov · Koelikov (stagiair) · Koelikovski (stagiair) · Nekrasov (stagiair)